# ローズ・バーン
ローズ・バーン（Rose Byrne, 本名: Rose Judith Esther Byrne, 1979年7月24日 - ）は、オーストラリア、シドニー出身の女優。

## 略歴
アイルランド及びスコットランド系。姉が二人、兄が一人おり、ローズは末っ子である。デビュー映画は12歳の時に出演したオーストラリア映画『Dallas Doll』である。シドニー大学で学ぶ。以後、オーストラリアのテレビに多く出演していたが、1999年にはAtlantic Theatre Companyで学び、2000年に入りアメリカ映画やイギリス映画にも進出している。2007年にアメリカで放送を開始したテレビドラマ『ダメージ』のエレン・パーソンズ役を演じエミー賞助演女優賞にノミネートされるなど、活躍の場を広げている。『ダメージ』は2012年にシーズン5が放送された。現在はシドニーとロンドンを往復する生活を送っている。
2000年の『The Goddess of 1967』にてヴェネツィア国際映画祭女優賞を受賞している。
ダレン・ヘイズの「I Miss You」のPVにも出演している。マックスファクターのCMにも出演しており、日本でもローズが出演したCMが放送されていた。

## 私生活
オーストラリア人のライターでありディレクターであり俳優でもあるブレンダン・コーウェルと6年間以上交際を続けていたが、長い間の冷却期間や、仕事のすれ違い、『ダメージ』による成功を経た後、2010年の1月に破局を迎える。
2012年から俳優ボビー・カナヴェイルと交際を始める。2016年2月1日にボビー・カナヴェイルとの間に男の子を出産。名前はロッコ。

## 主な出演作品

### 映画
| 年   | 日本語題 原題                                                                                | 役名                        | 備考           | 吹き替え                                                    |
| ---- | -------------------------------------------------------------------------------------------- | --------------------------- | -------------- | ----------------------------------------------------------- |
| 1999 | トゥー・ハンズ 銃弾のY字路 Two Hands                                                         | アレックス                  |                |                                                             |
| 2002 | スター・ウォーズ エピソード2/クローンの攻撃 Star Wars Episode II: Attack of the Clones       | ドルメ                      |                | TBA                                                         |
| 2002 | シティ・オブ・ゴースト City of Ghosts                                                        | サブリナ                    |                | TBA                                                         |
| 2004 | トロイ Troy                                                                                  | ブリセイス                  |                | 小林さやか（小林さやか） 弓場沙織（テレビ朝日版）           |
| 2004 | ホワイト・ライズ Wicker Park                                                                 | アレックス                  |                | 阿部桐子                                                    |
| 2006 | マリー・アントワネット Marie Antoinette                                                      | ポリニャック公爵夫人        |                | 小島幸子                                                    |
| 2006 | サンシャイン 2057 Sunshine                                                                   | キャシー                    |                | 宮島依里                                                    |
| 2007 | 28週後... 28 Weeks Later                                                                     | スカーレット・ロス少佐      |                | 宮島依里                                                    |
| 2009 | ノウイング Knowing                                                                           | ダイアナ・ウェイランド      |                | 岡寛恵                                                      |
| 2009 | 恋する宇宙 Adam                                                                              | ベス・バックウォルド        |                | 園崎未恵                                                    |
| 2010 | 伝説のロックスター再生計画! Get Him to the Greek                                             | ジャッキー・Q               |                | 弓場沙織                                                    |
| 2011 | インシディアス Insidious                                                                     | ルネ・ランバート            |                | 園崎未恵                                                    |
| 2011 | X-MEN:ファースト・ジェネレーション X-Men: First Class                                        | モイラ・マクタガート        |                | 桑島法子                                                    |
| 2011 | ブライズメイズ 史上最悪のウェディングプラン Bridesmaids                                      | ヘレン・ハリス              |                | 園崎未恵                                                    |
| 2012 | プレイス・ビヨンド・ザ・パインズ/宿命 The Place Beyond the Pines                             | ジェニファー                |                | 小林未沙                                                    |
| 2013 | インターンシップ The Internship                                                              | ダナ・シムズ                |                | 東條加那子                                                  |
| 2013 | インシディアス 第2章 Insidious Chapter 2                                                     | ルネ・ランバート            |                | 園崎未恵                                                    |
| 2014 | ネイバーズ Neighbors                                                                         | ケリー・ラドナー            |                | 岡寛恵                                                      |
| 2014 | あなたを見送る7日間 This Is Where I Leave You                                                | ペニー                      |                | （吹き替え版なし）                                          |
| 2014 | ANNIE/アニー Annie                                                                           | グレース・ファレル          |                | 水野貴以                                                    |
| 2015 | SPY/スパイ Spy                                                                               | レイナ・ボヤノヴ            |                | 渡辺美佐                                                    |
| 2015 | マダム・メドラー おせっかいは幸せの始まり The Meddler                                        | ロリ                        |                | 甲斐田裕子                                                  |
| 2016 | X-MEN:アポカリプス X-Men: Apocalypse                                                         | モイラ・マクタガート        |                | 桑島法子                                                    |
| 2016 | ネイバーズ2 Neighbors 2: Sorority Rising                                                     | ケリー・ラドナー            |                | 岡寛恵                                                      |
| 2017 | 不死細胞ヒーラ ヘンリエッタ・ラックスの永遠なる人生 The Immortal Life of Henrietta Lacks     | レベッカ・スクルート        | テレビ映画     | （吹き替え版なし）                                          |
| 2018 | インシディアス 最後の鍵 Insidious: The Last Key                                              | ルネ・ランバート            |                | 園崎未恵                                                    |
| 2018 | 15年後のラブソング Juliet, Naked                                                             | アニー・プラット            |                | （吹き替え版なし）                                          |
| 2018 | ピーターラビット Peter Rabbit                                                                | ビア/ジマイマ・パドルダック | 後者は声の出演 | 渋谷はるか、雨蘭咲木子（劇場公開版） 桑島法子（機内上映版） |
| 2018 | インスタント・ファミリー 〜本当の家族見つけました〜 Instant Family                           | エリー・ワグナー            |                | 松井茜                                                      |
| 2019 | ジェクシー! スマホを変えただけなのに Jexi                                                    | ジェクシー                  | 声の出演       | 花澤香菜                                                    |
| 2020 | コスメティック・ウォー わたしたちがBOOSよ! Like a Boss                                       | メル・ペイジ                |                | 松井茜                                                      |
| 2020 | スイング・ステート Irresistible                                                              | フェイス・ブリュースター    |                | TBA                                                         |
| 2021 | ピーターラビット2/バーナバスの誘惑 Peter Rabbit 2: The Runaway                               | ビア/ジマイマ・パドルダック | 後者は声の出演 | 渋谷はるか                                                  |
| 2023 | インシディアス 赤い扉 Insidious: The Red Door                                                | ルネ・ランバート            |                | 園崎未恵                                                    |
| 2023 | ミュータント・タートルズ:ミュータント・パニック! Teenage Mutant Ninja Turtles: Mutant Mayhem | レザーヘッド                | 声の出演       | 沢城みゆき                                                  |
| 2023 | Ezra                                                                                         | Jenna                       |                |                                                             |
| 2025 | If I Had Legs I'd Kick You                                                                   | Linda                       | 兼製作総指揮   |                                                             |
| 2025 | Tow                                                                                          | Amanda Ogle                 | 兼製作         |                                                             |

### テレビシリーズ
| 年        | 日本語題 原題                                                                           | 役名                 | 備考                   | 吹き替え           |
| --------- | --------------------------------------------------------------------------------------- | -------------------- | ---------------------- | ------------------ |
| 2005      | Casanova                                                                                | イーディス           | ミニシリーズ 計3話出演 | N/A                |
| 2007-2012 | ダメージ Damages                                                                        | エレン・パーソンズ   | 計59話出演             | 甲斐田裕子         |
| 2022      | ザ・ボーイズ The Boys                                                                   | 本人役               | ゲスト出演             | TBA                |
| 2022      | THE LAST MOVIE STARS -ポールとジョアン 名優夫婦の映画のような人生- The Last Movie Stars | エステル・パーソンズ | 声の出演               | （吹き替え版なし） |
| 2022-2023 | フィジカル Physical                                                                     | シェイラ・ルビン     | 製作総指揮             | 坂井恭子           |
| 2022-     | ブルーイ Bluey                                                                          | ブランディ           | 声の出演 計2話出演     | TBA                |
| 2023-     | プラトニック Platonic                                                                   | シルヴィア           | 製作総指揮             | 坂井恭子           |
| 2024      | テイルズ・オブ・ザ・ミュータント・タートルズ Tales of the Teenage Mutant Ninja Turtles  | レザーヘッド         | 声の出演               | TBA                |